# Isole dell'Ammiragliato
Le isole dell'Ammiragliato (inglese Admiralty Islands o Admiralties, in francese îles de l'Amirauté), dette anche Isole Manus dal nome della maggiore di esse,  sono un arcipelago situato nel Pacifico sud-occidentale, nell'Oceania vicina, a nord-est dell'isola della Nuova Guinea. Politicamente appartengono alla Papua Nuova Guinea (PNG).

## Geografia
Le isole dell'Ammiragliato sono un gruppo di circa 40 isole, di cui 18 più grandi ed altre molto piccole, costituitye da atolli disabitati, che si trovano nel mar di Bismarck, nel Pacifico sud-occidentale, a circa 300 km a nord-est dell'isola della Nuova Guinea.
L'isola più grande è Manus, lunga circa 80 km e larga circa 30 km, e con una superficie di circa 1.900 km2.
Le altre isole maggiori sono:
- Rambutyo, a circa 60 km a sud-est di Manus, è la seconda maggiore isola dell'arcipelago;
- Los Negros, situata a est di Manus e separata da questa da uno stretto braccio di mare chiamato Lonui Passage, è la terza maggiore isola dell'arcipelago;
- Lou, conosciuta anche come Isola di San Giorgio, a circa 25 km a sud-est di Manus;
- Baluan, anche nota come Isola di San Patrizio, a sud di Luo;
- Pak (isola), anche nota come isola di San Gabriele, a circa 20 km a est di Los Negros;
- Tong, anche nota come isola di San Rafael, a circa 30 km a est di Los Negros;
- Ponam, Pityilu e Ndrilo a circa 5 km dalla costa nord di Manus;
- Bipi, a circa 12 km a ovest di Manus;
- isole Ndrova (Big Ndrova e Little Ndrova), a circa 3 km dalla costa sud-est di Manus;

Fra le isole minori le più significative sono:
- Noru, a circa 2 km al largo della costa nord-ovest di Manus;
- isole Horno, a nord-ovest di Rambutyo;
- Isole di Sant'Andrea, a circa 6 km a sud-est di Lou;
- Isole Pam, fra le isole Luo e l'isola Baluan;
- Isole Mbuke, o Buke, circa 20 km a sud di Manus;
- isole Johnston, a sud di Manus, fra le isole Mbuke e l'isola di Lou;
- Isole Massong, a circa 10 km a nord-ovest di Manus;
- Isola di Alim, detta anche isola di Elizabeth, a circa 75 km a sud di Manus;
- Isole occidentali, anche chiamate Paramicronesia, un gruppo molto sparso di isole fra i 160 e i 400 km a nord-ovest di Manus.

Le isole si trovano poco a sud dell'equatore e la temperatura è stabile (30-32 °C di giorno e 20-24 °C di notte); le precipitazioni sono elevate: 3 382 mm.
Amministrativamente le isole formano la provincia di Manus dello stato di Papua Nuova Guinea, con capoluogo Lorengau, sull'isola Manus. Superficie: 2100 km² con 32 713 abitanti.

## Economia
L'industria principale è rappresentata dalla coltivazione della noce di cocco e dalla pesca delle perle. Le isole sono conosciute anche quale sito per le immersioni per la vita marina molto colorata, per i relitti e le acque chiare.

## Storia
L'uomo arrivò sulle isole circa 40 000 anni fa. La prima civiltà nota fu quella Lapita, estesa fino a Tonga e alle Samoa, che fiorì approssimativamente dal 1500 a.C. al 100 d.C.
Le isole furono avvistate dallo spagnolo Alvaro de Saavedra nel 1528-1529. Il primo europeo a visitare le isole fu il navigatore olandese Willem Schouten nel 1616. Il nome fu dato dal capitano Philip Carteret della marina britannica nel 1767. Le isole divennero protettorato tedesco nel 1884.
All'inizio della prima guerra mondiale, esattamente nel novembre 1914, le isole furono occupate dall'Australia, che dal 1920 ne ottenne il mandato da parte della Società delle Nazioni.
Durante la seconda guerra mondiale, il 7 aprile 1942, le isole furono occupate dalle forze dell'Impero giapponese, che stabilirono una piccola base sull'isola Manus, nei pressi del villaggio di Rossum.
Furono riconquistate dal generale statunitense Douglas MacArthur, con l'operazione Brewer, il 29 febbraio 1944. Anche gli americani costruirono una grande base a Seeadler Harbour, con un porto e una base aerea. Questa base, oggi abbandonata, costituì un importante punto d'appoggio per le successive operazioni militari in Nuova Guinea e nelle Filippine.
Nel 1949 le isole entrarono a far parte del Territorio di Papua e Nuova Guinea, territorio mandatario delle Nazioni Unite amministrato dall'Australia. Il 16 settembre 1975 la Papua Nuova Guinea ottenne l'indipendenza e con essa le Isole dell'Ammiragliato.

## Cultura
Le isole furono un centro di diffusione della cultura lapita.